# 共謀
共謀（きょうぼう; Collusion）とは、複数人や組織が協力し合い悪事などを行う事である。陰謀と同様に、必ずしも違法とは限らないが、他人を欺くための秘密の協力または欺瞞的な合意で他者の法的権利を欺く、誤解を招く、または詐欺することによって公開競争を制限する、または通常は不公正な市場優位性を詐取または獲得することによって法律で禁止されている目的を達成するための2つ以上の当事者間の秘密の合意は共謀の例である。これは市場の分割、価格の設定、生産の制限、または機会の制限に関する企業または個人間の合意などで 組合、賃金の固定、キックバック、または共謀当事者間の関係の独立性の不実表示が含まれる可能性があり 法的な観点から、共謀によってもたらされたすべての行為は無効と見なされる。 

## 犯罪となる場合
- 共謀罪
- 独占禁止法のカルテルなどの談合、価格操作などの企業犯罪

## 研究
- ゲーム理論

### 一般的な参考資料
- Vives, X. (1999) Oligopoly pricing, MIT Press, Cambridge MA (readable; suitable for advanced undergraduates.)
- Tirole, J. (1988) The Theory of Industrial Organization, MIT Press, Cambridge MA  (An organized introduction to industrial organization)
- Tirole, J. (1986), "Hierarchies and Bureaucracies", Journal of Law Economics and Organization, vol. 2, pp. 181–214.
- Tirole, J. (1992), "Collusion and the Theory of Organizations", Advances in Economic Theory: Proceedings of the Sixth World Congress of the Econometric Society, ed by J.-J. Laffont. Cambridge: Cambridge University Press, vol.2:151-206.

### インライン引用
1. ↑  O'Sullivan, Arthur; Sheffrin, Steven M. (2003). Economics: Principles in Action. Upper Saddle River, New Jersey 07458: Pearson Prentice Hall. pp. 171. ISBN 0-13-063085-3
2. ↑  Collusion Law & Legal Definition
3. ↑  Collusion Archived 2008-01-09 at the Wayback Machine..